# Mileștii Mici (vinărie)

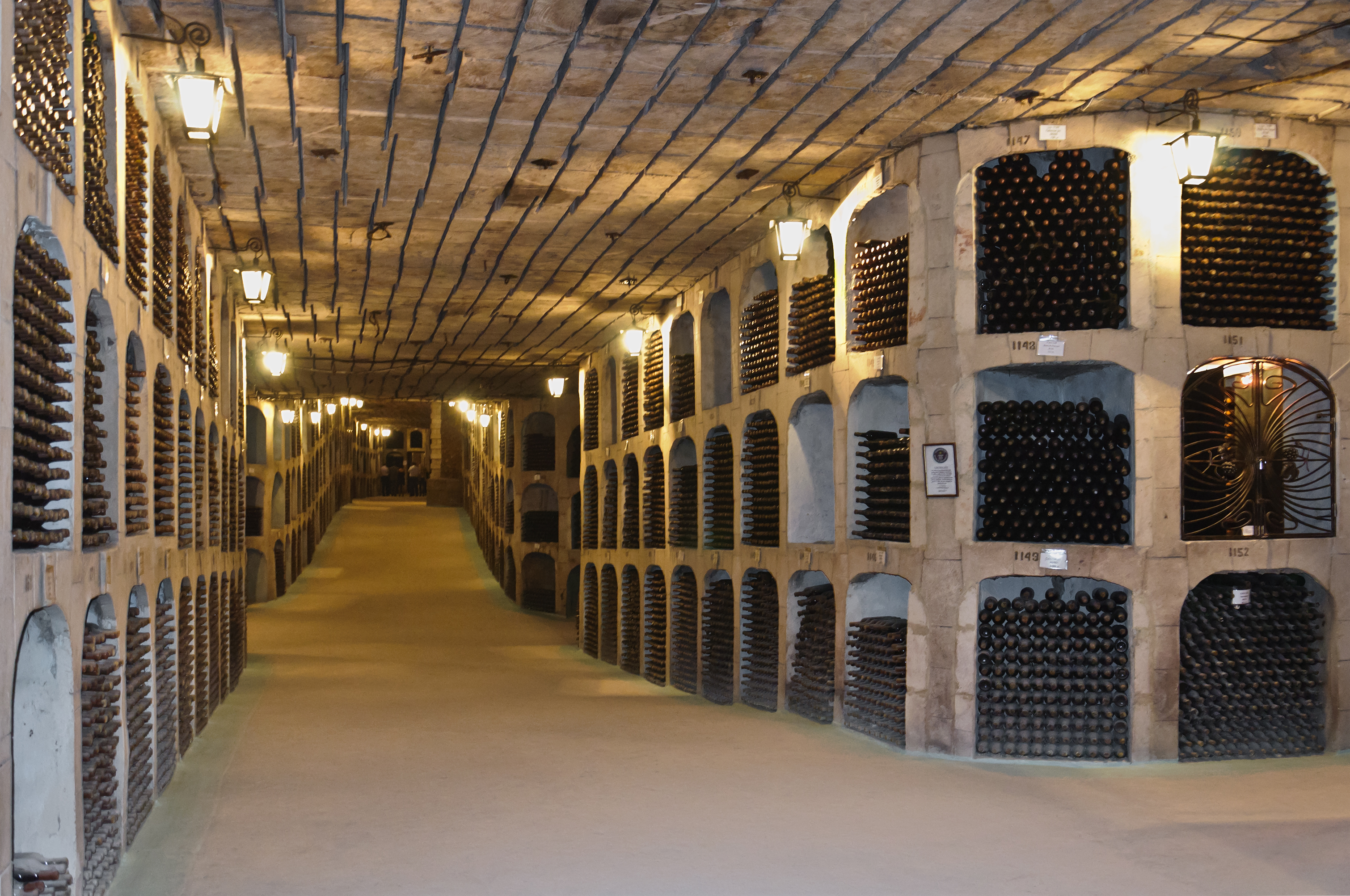
Pivnițele de la Mileștii Mici

„Combinatul de vinuri de calitate Mileștii Mici ÎS” (abreviat CVC Mileștii Mici) este un producător de vin din Republica Moldova. Vinăria este cunoscută mai ales pentru cele peste 50 km de galerii subterane, transformate în depozite vinicole în localitatea omonimă, situată la 30 km sud de Chișinău.  

## Crama

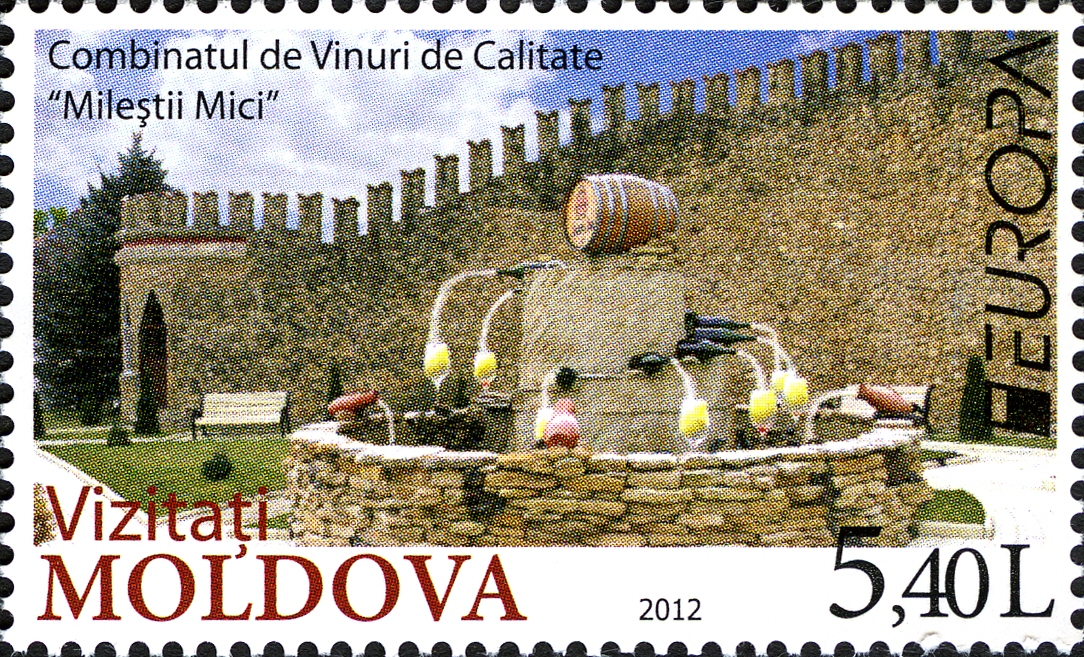
Timbru poștal din Republica Moldova dedicat vinăriei Mileștii Mici

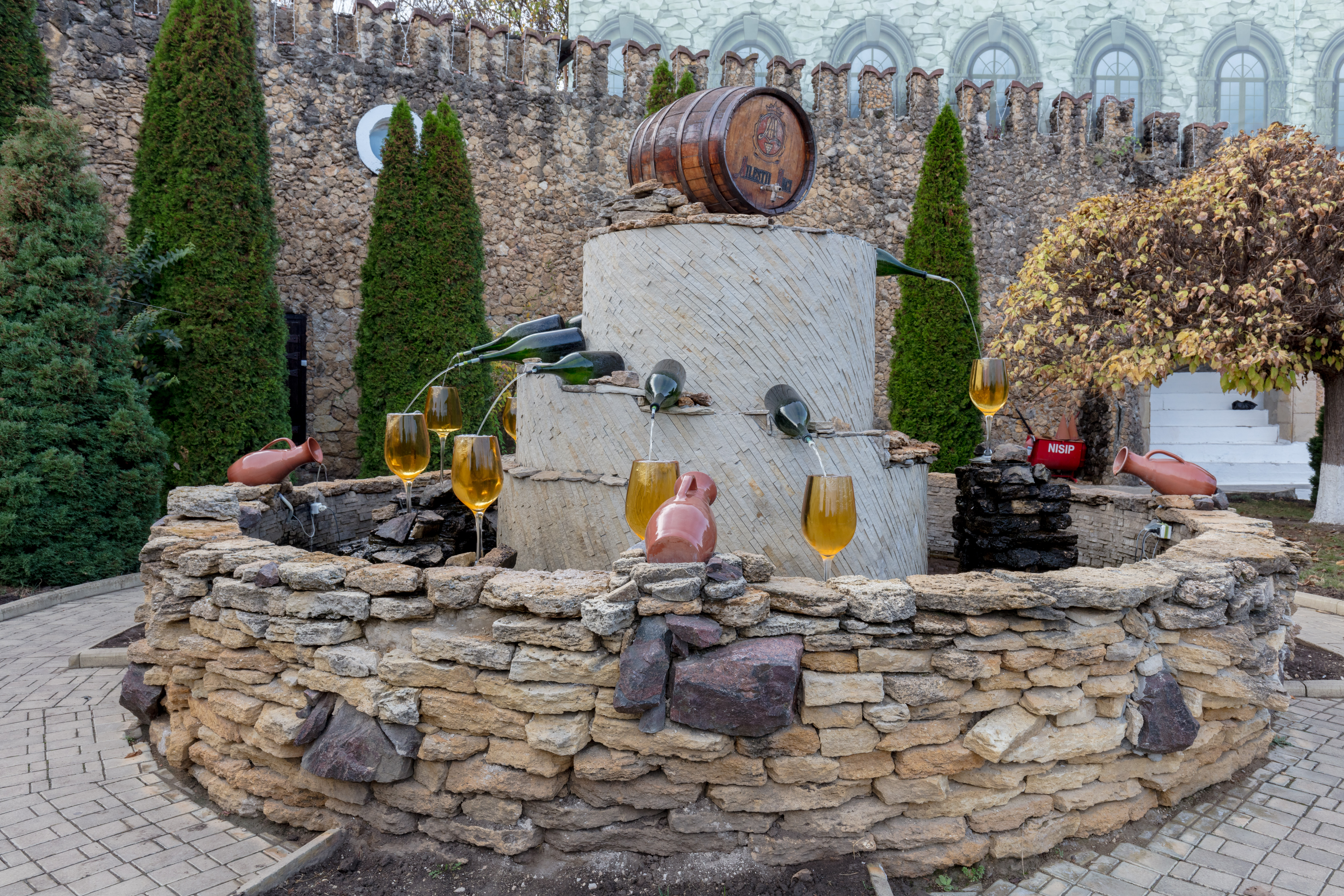
În curtea vinăriei Mileștii Mici

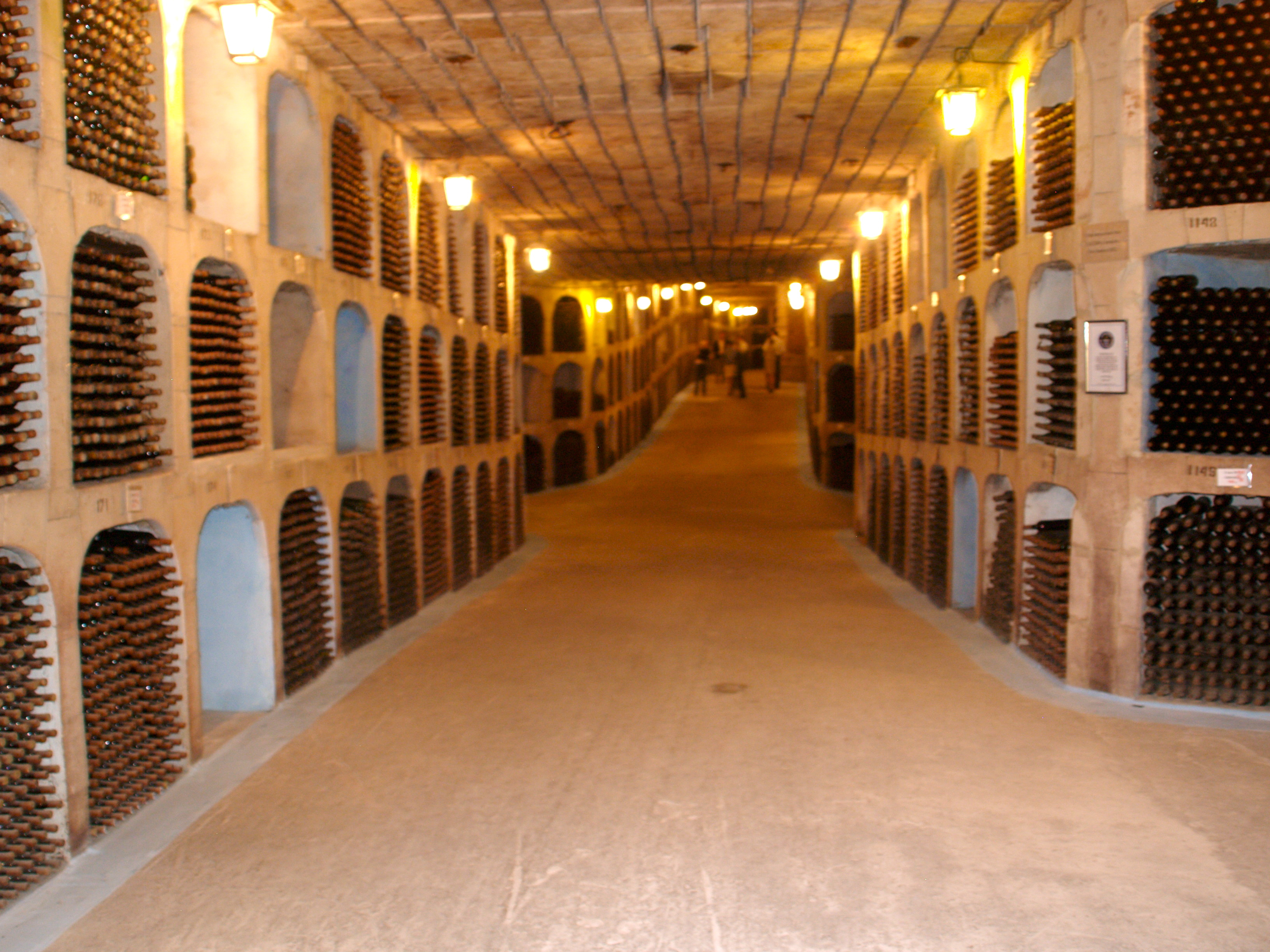

În august 2005 „Colecția de Aur” Mileștii Mici a fost înregistrată în Cartea Recordurilor Guinness că fiind cea mai mare colecție de vinuri din lume. Aici se păstrează vinuri cu o vechime de zeci de ani. Circa 2 mln de butelii de vin se păstrează în colecție, vinurile comercializându-se atât în țara, cît și peste hotare. 
Temperatură constanța de +12 - +14°C și umiditatea relativa de 85-95% ale acestui "regat vinicol" contribuie la păstrarea rezervelor strategice moldovenești, cât și la descoperirea calităților naturale ale vinurilor de elită. Vinurile păstrate aici, sunt produse din recolta diferitor ani, între 1968 și 1991
Lungimea totala a galeriilor constituie 200 km, dintre care cca. 55 km (o suprafață de 182 mii m²) sunt utilizate în scopuri tehnologice. Grosimea stratului până la suprafața variază de la 30 la 85 m. Butoaiele mari de stejar au fost asamblate la întreprindere în anii 1970-80. Capacitatea lor variază de la 600 la 2000 dal de vin. 
Galeriile calcaroase pot fi parcurse atât la pas, cât și cu transportul subteran, printre străduțele umbrite de felinare, cu denumiri precum Cabernet, Aligote, Fetească, care fac să ne imaginăm că ne aflăm într-un adevărat orășel vinicol subteran. Galeriile subterane de la Mileștii Mici sunt în permanență vizitate de delegații oficiale de stat, dar și de numeroși turiști.

## Vinuri
Vinurile depozitate aici sunt fabricate din culturi de diferiți ani, incepand cu 1969. Strugurii includ Pinot, Traminer, Muscat, Riesling, Dnestrovscoie, Milestscoie, Codru, Negru de Purcari, Trandafirul Moldovei, Auriu si Cahor-Ciumai.
În septembrie 2002 CVC Mileștii Mici a desfășurat prezentarea vinurilor sale de colecție la Strasbourg în incintă Adunării Generale Parlamentare a Consiliului European. La prezentare participând peste 500 de parlamentari europeni, care au dat o apreciere înaltă calității vinurilor de Mileștii Mici.